# Royal Canadian Mint

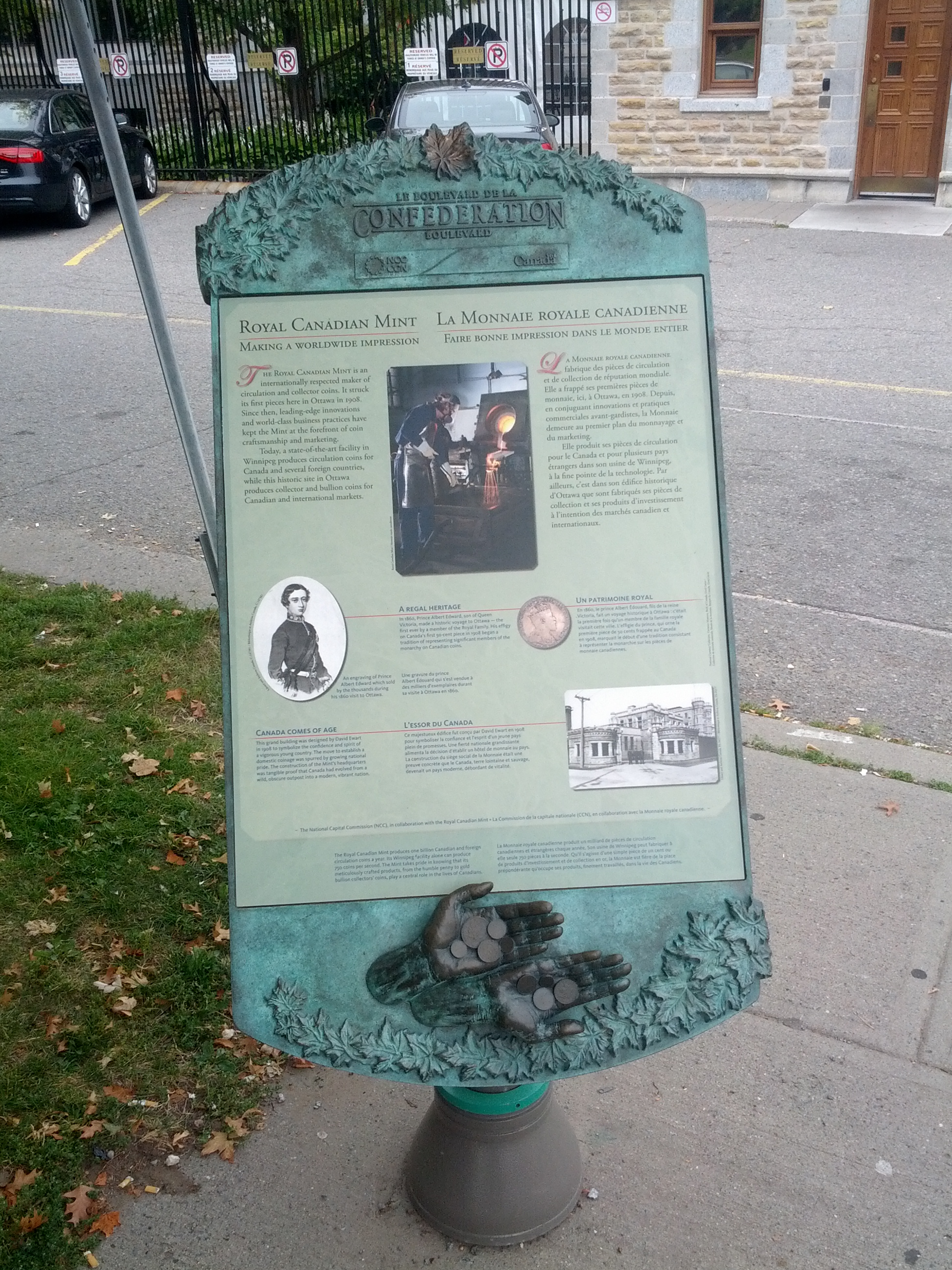
Placa da Royal Canadian Mint.

A Royal Canadian Mint (francês: Monnaie royale canadienne) é a instituição oficial de produção de moedas no Canadá.
Possui unidades em Ottawa e em Winnipeg.

## Ligaçoes externas
- Royal Canadian Mint's Official Website
- Royal Canadian Mint Act
- Canadian coins value and description
- Royal Canadian Numismatic Association
- Numismatic Network Canada
- Canadian Coin News
- Royal Canadian Mint press release FTP site, [ligação inativa] or ftp to ftp.mint.ca username=communications, password=RCM2007, ftp username and password published on the Royal Canadian Mint web site  on May 4, 2007
- List of Civilian organizations with prefix "Royal" - Heritage Canada.
- List of civilian organizations with the prefix "Royal" prepared by the Department of Canadian Heritage